# Hipódromo La Rinconada
Hipódromo La Rinconada é o hipódromo de Caracas, Venezuela, aberto em 5 de julho de 1959, em Coche, região sul da cidade de Caracas, onde estava estabelecido um dos maiores criadouros do pais, o Haras La Rinconada. O empreendimento da construção do hipódromo foi levado a cabo pelo governo federal, que contratou o arquiteto norteamericno, Arthur Froehlich, autor do projeto de Aqueduct, hipódromo da cidade de Nova Iorque. Para o paisagismo foi contratado o arquiteto brasileiro Roberto Burle Marx.
É um dos mais modernos hipódromos do continente. Possui tres tribunas dividas em 12 compartimentos. tem um total de 12500 lugares sentados. 
A principal disputa é o Gran Premio Clásico Simón Bolívar . Também adquiriu importância o evento Gala Hipica de Caracas disputada em dois dias, com duas provas de Grupo 1, inspirada em outros festivais de turfe internacionais.
O hipódromo também abriga outras atrações como o Museu de Artes Visuais Alejandro Otero e El Poliedro.

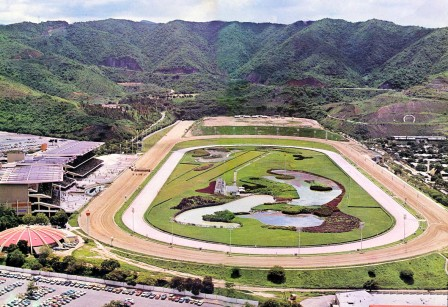
Hipódromo La Rinconada.

## Detalhes da Pista
O seu perímetro de pista é de 1.800 metros, com uma reta final de 400 metros.

## Dias de corrida
Todos os finais de semana com 12 corridas.

### Principais Provas
- Clásico Internacional Proprietários de La Rinconada (Gala Hipica, agosto) distância : 2000 metros.(Grupo 1)
- Clásico Internacional Sprinters (Gala Hipica, agosto) distância : 1200 metros.(Grupo 1)
- Gran Premio Clásico Simón Bolívar (28 de novembro) distância : 2400 metros.(Grupo 1)

Grupos definidos na graduação venezuelana)

A atividade de corrida de cavalos na Venezuela é regulamentada por lei 